# Piergiorgio Carrescia
Piergiorgio Carrescia (Santa Maria Nuova, 20 gennaio 1957) è un politico italiano.

## Biografia
Si laurea in giurisprudenza all'Università di Macerata con 110 e lode, dal 1982 al 1988 lavora come impiegato al Credito Italiano, quindi dal giugno 1988 all'aprile 2008 è prima dirigente alla Provincia di Ancona e sino al 2013 dirigente della Regione Marche.
In politica si iscrive nel 1975 alla DC, dal 1983 al 1988 è assessore in una giunta di centrosinistra nel comune di Santa Maria Nuova, nel 1994 si iscrive al Partito Popolare per poi diventare il segretario comunale di Ancona della Margherita e in seguito, dal 2003 al 2007, assessore regionale delle Marche. Aderisce al PD diventando presidente dell'assemblea provinciale del partito dal 2007 al 2009.
Alle elezioni politiche del 2013 viene eletto deputato della XVII legislatura della Repubblica Italiana nella circoscrizione XIV Marche per il Partito Democratico. Ugualmente candidato nelle elezioni del 2018, non viene invece rieletto.
Nel settembre 2019 lascia il PD per aderire alla neonata formazione di Matteo Renzi, Italia Viva. Dopo 43 anni di lavoro alla Provincia di Ancona e alla Regione Marche, il 16 gennaio 2020 va in pensione.